# Kenneth Emil Petersen
Kenneth Emil Petersen (Kopenhagen, 15 januari 1985) is een voormalig Deens voetballer (verdediger) die sinds 2009 voor de Deense eersteklasser Aalborg BK uitkomt. Voordien speelde hij onder meer voor AC Horsens.